# Alburnus thessalicus
Alburnus thessalicus es una especie de pez de la familia de los Cyprinidae en el orden de los Cypriniformes.

## Hábitat
Es un pez de agua dulce.